# Інгібітори 5-альфа-редуктази

Перший препарат із групи інгібіторів 5α-редуктази фінастерид

Дутастерид — поширений препарат із групи інгібіторів 5α-редуктази

Інгібітори 5-альфа-редуктази — це група лікарських засобів, механізм дії яких полягає в інгібуванні ферменту 5-альфа-редуктази. Препарати групи поділяються на синтетичні, найвідомішими з яких є фінастерид і дутастерид, та природні, до яких відносяться екстракт із пальми Сереноа та екстракт кори африканської сливи. У зв'язку із своїм механізмом дії препарати групи застосовуються для лікування доброякісної гіперплазії передміхурової залози, при андрогенному облисінні в чоловіків, а також можуть застосовуватися для лікування гірсутизму.

## Історія
Розробка препаратів з групи інгібіторів 5-альфа-редуктази, розпочалась після виявлення факту, що особи, які мали вроджений псевдогермафродитизм унаслідок відсутності в людини ферменту 5-альфа-редуктази, при нормальному рівні тестостерону в крові мали значно знижений рівень дигідротестостерону, а також значно зменшену в розмірах, а іноді й зовсім відсутню, передміхурову залозу. У таких осіб ніколи не спостерігався розвиток у старшому віці доброякісної гіперплазії простати або раку простати. У 1975 році копію цих досліджень побачив Рой Вагелос, який на той час керував дослідницьким центром компанії «Merck», та зацікавився фактом зменшення розмірів простати в осіб із низьким рівнем дигідротестостерону. Він вирішив розпочати дослідження, кінцевою метою яких стало б створення лікарського препарату, який би запобігав збільшенню простати у чоловіків старшого віку. Після початку цих досліджень у лабораторії компанії «Merck» розроблений препарат MK-906, який пізніше отримав міжнародну назву фінастерид. У 1992 році фінастерид схвалений FDA для лікування доброякісної гіперплазії передміхурової залози під торговою маркою «Проскар». У 1997 році компанія «Merck» також отримала схвалення FDA для застосуванні фінастериду при андрогенному облисінні в чоловіків. За кілька років у лабораторії компанії «GlaxoSmithKline» розроблений перший інгібітор обох типів 5-альфа-редуктази — дутастерид, який запатентований компанією у 1996 році. Дутастерид застосовується для лікування доброякісної гіперплазії простати з 2001 року. З 2009 року в Південній Кореї та з 2015 року препарат застосовується також для лікування андрогенного облисіння. Паралельно встановлена також властивість інгібування 5-альфа-редуктази в екстракту із пальми Сереноа та екстракту кори африканської сливи, і після встановлення цього факту ці рослинні препарати також застосовуються для лікування доброякісної гіперплазії простати.

## Класифікація
Інгібітори 5-альфа-редуктази. які застосовуються у клінічній практиці, умовно можна поділити на синтетичні та природні. До синтетичних препаратів, серед яких усі препарати, які застосовуються в клінічній практиці, мають стероїдну будову, відносяться фінастерид, дутастерид, а також препарат, який застосовується переважно у низці азійських країн для лікування доброякісної гіперплазії передміхурової залози, епрістерид, а також препарат, який застосовується у деяких країнах для лікування андрогенного облисіння, альфатрадіол. До природних препаратів групи інгібіторів 5α-редуктази відносяться екстракт із пальми Сереноа та екстракт кори африканської сливи.

## Механізм дії
Механізм дії препаратів групи полягає в інгібуванні ферменту 5-альфа-редуктази, який перетворює тестостерон у більш активний дигідротестостерон, який сприяє збільшенню в об'ємі передміхурової залози. При застосуванні препаратів групи блокується перетворення тестостерону в дигідротестостерон, що сприяє зменшенню в розмірах передміхурової залози. Наслідком дії препаратів групи є стимуляція апоптозу клітин передміхурової залози, що призводить до атрофії залози, зменшення її в розмірах, а пізніше й до зменшення розмірів залози, наслідком чого усунення перешкоди для відтоку сечі. Перший із препаратів групи, фінастерид, інгібує виключно другий тип 5-альфа-редуктази, який знаходиться у тканині простати, тоді як другий препарат групи дутастерид інгібує обидва типи ферменту, які можна виявити у різних тканинах організму. Препарати групи завдяки своєму механізму дії застосовується переважно для лікування доброякісної гіперплазії передміхурової залози, і є одними із основних патогенетичних препаратів для лікування цього захворювання. При застосуванні інгібіторів 5α-редуктази також блокуються андрогенні рецептори волосяних фолікулів, унаслідок чого блокується поступлення до волосяних мішечків дигідротестостерону, що спричинює гальмування випадіння волосся, унаслідок чого препарати групи можуть застосовуватися для лікування андрогенного облисіння.

## Покази до застосування
Інгібітори 5-альфа-редуктази переважно застосовуються для лікування доброякісної гіперплазії передміхурової залози, та є одними із основних патогенетичних препаратів для лікування цього захворювання, хоча на думку частини дослідників, вони можуть бути неефективними у значної частини пацієнтів. Препарати групи також можуть застосовуватися для профілактики раку простати. Інгібітори 5α-редуктази також застосовуються для лікування андрогенного облисіння в чоловіків, а також для лікування гірсутизму, і можуть служити також одним із елементів трансгендерної гормональної терапії для жінок, які хочуть змінити стать.

## Побічна дія
При застосуванні синтетичних препаратів групи інгібіторів 5-альфа-редуктази найчастішими побічними ефектами є порушення ерекції, зниження лібідо, гінекомастія, зменшення кількості еякуляту. Іншими поширеними побічними явищами при застосуванні препаратів є шкірний висип, свербіж шкіри, кропив'янка, набряк Квінке, тахікардія, гостра серцева недостатність, кардіогенний шок, біль у яєчках, збільшення активності ферментів печінки в крові, депресія, алопеція або гіпертрихоз, описані поодинокі випадки розвитку раку молочної залози в чоловіків при тривалому прийомі препаратів групи. Відзначається також вищий ризик розвитку висоагресивних форм раку простати при тривалому застосуванні препаратів групи. на думку частини дослідників, застосування синтетичних інгібіторів 5-альфа-редуктази може призводити до розвитку резистентності до інсуліну, цукрового діабету 2 типу, захворювань судин та остеопорозу.

## Протипокази
Протипоказами до застосування препаратів із групи інгібіторів 5α-редуктази є підвищена чутливості до препаратів групи, важкій печінковій недостатності, в дитячому віці. Препарати групи також протипоказаний для застосування в жінок, особливо при вагітності.